# Rio Dreptu
O Rio Dreptu é um rio da Romênia, afluente do Bistriţa, localizado no distrito de Neamţ.